# Coccomyces strobilicola
Coccomyces strobilicola är en svampart som beskrevs av Spooner 1987. Coccomyces strobilicola ingår i släktet Coccomyces och familjen Rhytismataceae.   Inga underarter finns listade i Catalogue of Life.